# Niobrara (Nebraska)
Niobrara – wieś w Stanach Zjednoczonych, w stanie Nebraska, w hrabstwie Knox.